# Campeonato Paranaense de Futebol de 2014 - Segunda Divisão
A Divisão de Acesso do Campeonato Paranaense de Futebol 2014, será a 50ª edição da competição, a qual conta com a participação de 8 clubes. Sua organização, é de competência da Federação Paranaense de Futebol.
Serão disponibilizadas, duas vagas a primeira divisão do estadual 2015, já as duas piores equipes, estarão automaticamente rebaixadas, a Terceira Divisão do próximo ano.

## Participantes em 2014
| Clube                                 | Cidade            | Em 2013       | Estádio            | Capacidade | Títulos              | Participações |
| ------------------------------------- | ----------------- | ------------- | ------------------ | ---------- | -------------------- | ------------- |
| Apucarana Sports                      | Apucarana         | Inativo       | Olímpio Barreto    | 11.000     | 0 (não possui)       | 0             |
| Futebol Clube Cascavel                | Cascavel          | 1º (Série C)  | Olímpico Regional  | 28.125     | 0 (não possui)       | 3             |
| Foz do Iguaçu Futebol Clube           | Foz do Iguaçu     | 8º            | Estádio do ABC     | 12.565     | 0 (não possui)       | 11            |
| Francisco Beltrão Futebol Clube       | Francisco Beltrão | 7º            | Anilado            | 10.200     | 2 (2000, 2002)       | 7             |
| Junior Team Futebol                   | Sertanópolis      | 5º            | Exaro Menezes      | 3.000      | 0 (não possui)       | 4             |
| Nacional Atlético Clube               | Rolândia          | 12º (Série A) | Erich George       | 1.818      | 2 (2003, 2008)       | 20            |
| Atlético Clube Paranavaí              | Paranavaí         | 11º (Série A) | Waldemiro Wagner   | 25.000     | 3 (1967, 1983, 1992) | 13            |
| Paraná Soccer Technical Center (PSTC) | Cornélio Procópio | 6º            | Ubirajara Medeiros | 3.500      | 0 (não possui)       | 2             |

- O Colorado e o São José, desistiram de disputar o campeonato.

## Regulamento
- Primeira Fase: As dez equipes se enfrentam em turno único, classificando-se os seis primeiros colocados. Já os dois últimos serão rebaixados para a Terceira Divisão.
- Segunda Fase: Os seis times classificados, jogam em turno e returno , sendo que os dois primeiros colocados, garantem o acesso e jogam pelo título do campeonato, em partidas finais de ida e volta.[2]

### Critérios de desempate
1. Maior número de vitórias;
2. Maior saldo de gols;
3. Maior número de gols a favor;
4. Menor número de cartões vermelhos;
5. Menor número de cartões amarelos;
6. Sorteio.

## Primeira Fase
As oito equipes duelam em turno único. As seis melhores avançam a segunda fase. As duas piores são rebaixadas para a Terceira Divisão de 2015.

### Classificação
| Pos | Times             | Pts | J | V | E | D | GP | GC | SG  | %  | M       | Classificação ou rebaixamento             |
| --- | ----------------- | --- | - | - | - | - | -- | -- | --- | -- | ------- | ----------------------------------------- |
| 1   | Cascavel          | 16  | 7 | 5 | 1 | 1 | 11 | 2  | +9  | 76 | Estável | Zona de classificação para a Segunda Fase |
| 2   | Nacional          | 13  | 7 | 4 | 1 | 2 | 10 | 6  | +4  | 61 | Estável | Zona de classificação para a Segunda Fase |
| 3   | Foz do Iguaçu     | 13  | 7 | 4 | 1 | 2 | 9  | 5  | +4  | 61 | Estável | Zona de classificação para a Segunda Fase |
| 4   | PSTC              | 11  | 7 | 3 | 2 | 2 | 11 | 9  | +2  | 52 | 1       | Zona de classificação para a Segunda Fase |
| 5   | Paranavaí         | 11  | 7 | 3 | 2 | 2 | 10 | 9  | +1  | 52 | 1       | Zona de classificação para a Segunda Fase |
| 6   | Apucarana         | 5   | 7 | 1 | 2 | 4 | 6  | 9  | -3  | 23 | 1       | Zona de classificação para a Segunda Fase |
| 7   | Junior Team       | 5   | 7 | 1 | 2 | 4 | 5  | 12 | -7  | 23 | 1       |                                           |
| 8   | Francisco Beltrão | 4   | 7 | 1 | 1 | 5 | 3  | 13 | -10 | 19 | Estável |                                           |

### Confrontos
Para ler a tabela, a linha horizontal representa os jogos da equipe como mandante. A coluna vertical indica os jogos da equipe como visitante.
|                   | APU | CAS | FOZ | FRB | JUN | NAC | PAR | PST |
| ----------------- | --- | --- | --- | --- | --- | --- | --- | --- |
| Apucarana         | —   |     |     | 2-0 | 0–1 | 0–0 |     |     |
| Cascavel          | 2-1 | —   |     |     |     | 1-0 |     | 3-0 |
| Foz do Iguaçu     | 2-0 | 1-0 | —   |     |     | 2-0 | 0–1 |     |
| Francisco Beltrão |     | 0–0 | 0–3 | —   | 2-0 |     |     |     |
| Junior Team       |     | 0-3 | 1–1 |     | —   |     | 1–2 | 1–1 |
| Nacional          |     |     |     | 2-0 | 3-1 | —   |     | 3-1 |
| Paranavaí         | 2-1 |     | 3-0 | 2-1 |     | 1–2 | —   |     |
| PSTC              | 2–2 | 0–2 |     | 3-0 |     |     | 1–1 | —   |

| Vitória do mandante; Vitória do visitante; Empate | Em vermelho os jogos da próxima rodada; Em negrito os jogos "clássicos". |

- A partida entre Francisco Beltrão X Foz do Iguaçu, foi dada a vitória ao Foz por W.O (3X0). Esse jogo e os "gols", não entrarão nas estatísticas do campeonato.

### Desempenho por rodada
Clubes que lideraram o campeonato ao final de cada rodada:
| 1   | 2   | 3   | 4   | 5   | 6   | 7   | 8   | 9   |
| NAC | NAC | FOZ | FOZ | FOZ | FOZ | FOZ | CAS | CAS |

Clubes que ficaram na última posição do campeonato ao final de cada rodada:
| 1   | 2   | 3   | 4   | 5   | 6   | 7   | 8   | 9   |
| JUN | FRB | FRB | FRB | APU | APU | FRB | FRB | FRB |

## Segunda Fase
As seis melhores equipes jogam em Turno e Returno. As duas melhores se classificam para a final e por consequência para o Campeonato Paranaense de 2015.

### Classificação
| Pos | Times         | Pts | J  | V | E | D | GP | GC | SG  | %  | M       | Classificação ou rebaixamento                                   |
| --- | ------------- | --- | -- | - | - | - | -- | -- | --- | -- | ------- | --------------------------------------------------------------- |
| 1   | Cascavel      | 20  | 10 | 6 | 2 | 2 | 11 | 5  | 6   | 66 | 1       | Zona de classificação para a final e para o Paranaense de 2015. |
| 2   | Nacional      | 19  | 10 | 6 | 1 | 3 | 16 | 10 | 6   | 63 | 1       | Zona de classificação para a final e para o Paranaense de 2015. |
| 3   | Foz do Iguaçu | 14  | 10 | 4 | 2 | 4 | 14 | 12 | 2   | 46 | Estável | Classificado para o Paranaense de 2015.                         |
| 4   | PSTC          | 14  | 10 | 4 | 2 | 4 | 14 | 14 | 0   | 46 | Estável |                                                                 |
| 5   | Apucarana     | 13  | 10 | 3 | 4 | 3 | 12 | 11 | 1   | 43 | Estável |                                                                 |
| 6   | Paranavaí     | 4   | 10 | 1 | 1 | 8 | 6  | 19 | -13 | 13 | Estável |                                                                 |

### Confrontos
Para ler a tabela, a linha horizontal representa os jogos da equipe como mandante. A coluna vertical indica os jogos da equipe como visitante.
|               | APU | CAS | FOZ | NAC | PAR | PST |
| ------------- | --- | --- | --- | --- | --- | --- |
| Apucarana     | —   | 0–0 | 1-0 | 1–2 | 4-0 | 2–2 |
| Cascavel      | 2-0 | —   | 1–2 | 1-0 | 2-1 | 3-1 |
| Foz do Iguaçu | 1–1 | 1-0 | —   | 1–2 | 2-1 | 0–1 |
| Nacional      | 1–2 | 0–0 | 3-2 | —   | 2-0 | 2–3 |
| Paranavaí     | 1–1 | 0–1 | 1–2 | 0–2 | —   | 0–2 |
| PSTC          | 2-0 | 0–1 | 2–2 | 0–2 | 1–2 | —   |